# Gambit (2005)
Gambit (ital. gambetto: Beinstellen; in diesem Kontext: Bauernopfer, Eröffnungszug im Schach) ist ein deutsch-schweizerischer Dokumentarfilm von Sabine Gisiger über das Sevesounglück 1976. Nach der Erstaufführung in Seveso entschuldigte sich der damals Verurteilte J. Sambeth als erster und bisher einziger Verantwortlicher bei der Bevölkerung des Ortes und der Umgebung.

## Inhalt
Die Regisseurin Sabine Gisiger zeigt in diesem Dokumentarfilm nicht nur die Betroffenen und die Folgen der Katastrophe von Seveso, dem bisher größten Chemieunfall Europas. Die Umweltkatastrophe ereignete sich am 10. Juli 1976 in der chemischen Fabrik Icmesa S.p.A. (Tochterunternehmen von Givaudan, wiederum eine Tochter von Roche) in Meda, 20 km nördlich von Mailand. Dabei wurden große Mengen des hochgiftigen Dioxins TCDD freigesetzt. Sie zeigt das Unglück auch aus der Sicht eines Täters, Jörg Sambeth, der als technischer Direktor für die Fabrik in der Gemeinde Seveso verantwortlich war. Dieser wurde nach Ansicht der Regisseurin durch ein Gambit, also ein sogenanntes Bauernopfer seitens des Konzerns, der straffrei ausging, zu mehreren Jahren Gefängnis verurteilt. Im Film kommt er ausführlich zu Wort und nimmt neben anderen Personen Stellung zu dem politischen und wirtschaftlichen Skandal von 1976.

## Kritiken
- film-dienst 20/2005: Der eindrucksvolle Dokumentarfilm rekonstruiert die Ereignisse, die dem deutschen Chemiker und technischen Direktor des Genfer Unternehmens, Jörg Sambeth, zum Verhängnis wurden. Dabei beschäftigt sich der Film nicht nur mit einem Einzelschicksal, sondern führt auch Geschäftspraktiken und Mechanismen eines Krisenmanagements vor, das einzig dem Gewinnstreben verpflichtet ist.

## Auszeichnungen
Die Drehbuchautorin und Regisseurin Sabine Gisiger wurde auf dem Internationalen Filmfestival 2005 von Locarno mit dem Critics Week Award ausgezeichnet. Sie war außerdem nominiert für den Max-Ophüls-Preis 2006 sowie ebenfalls 2006 für den Schweizer Filmpreis in der Rubrik Bester Dokumentarfilm.